# Lothian Chambers
Lothian Chambers, anciennement Midlothian County Buildings, est un édifice municipal situé dans la Old Town d'Édimbourg, en Écosse. Le bâtiment, qui abrite le Consulat général de France et l'Institut français d'Écosse, est un monument classé de catégorie B.

## Histoire
À la suite de la mise en œuvre de la loi de 1889 sur le gouvernement local (Écosse), qui établissait des conseils de comté dans chaque comté, il devint nécessaire de trouver des bureaux pour le conseil du comté de Midlothian. Le nouveau conseil de comté occupait initialement l'ancienne salle des fêtes construite selon un projet d'Archibald Elliot en 1816. Cependant, le bâtiment était devenu délabré et les nouveaux dirigeants du comté décidèrent de démolir l'ancien bâtiment et d'en construire un nouveau sur le même site.
Le nouveau bâtiment a été conçu par James Macintyre Henry dans le style palladien, construit en pierre de taille et achevé en 1904,.
Une frise ornée représentant les industries minière, agricole et de la pêche, a été installée en hauteur sur la façade arrière du bâtiment qui faisait face à la cathédrale Saint-Gilles. Une extension, reliée au bâtiment principal par un tunnel, a été conçue par RMJM dans le style moderniste et érigée de l'autre côté du pont George IV en 1968.
À la suite de la suppression du conseil de comté, l'édifice a abrité les bureaux et le lieu de réunion du conseil régional de Lothian en 1975'. Après l'introduction des autorités unitaires en 1996, le bâtiment est devenu la responsabilité du conseil municipal d'Édimbourg et a été utilisé pour les réunions des commissions du nouveau Parlement écossais de 1999 jusqu'à l'ouverture du nouveau bâtiment du Parlement écossais en octobre 2004. Il est ensuite devenu le bureau du registraire local ainsi qu'un lieu pour les mariages et les cérémonies de partenariat civil en 2007. À la suite d'un examen en 2017, le conseil municipal d'Édimbourg a décidé que le bâtiment ne répondait plus aux besoins et, en 2018, le bureau du registraire local a déménagé dans de nouveaux locaux au 253 High Street. Le consulat général de France et l'Institut français pour l'Écosse ont ensuite aménagé de leurs anciens locaux vers les Lothian Chambers,,.

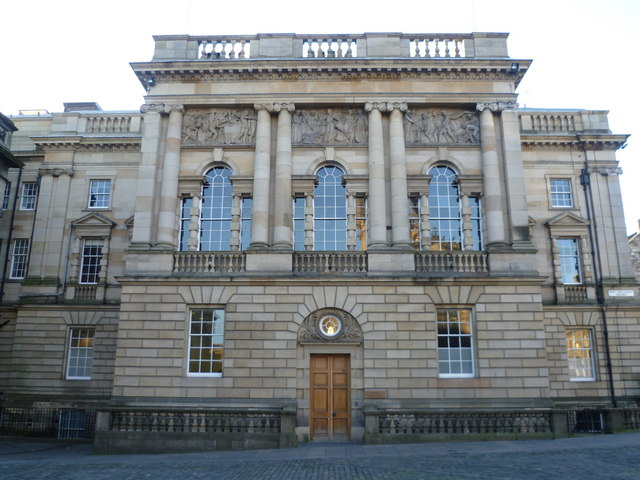
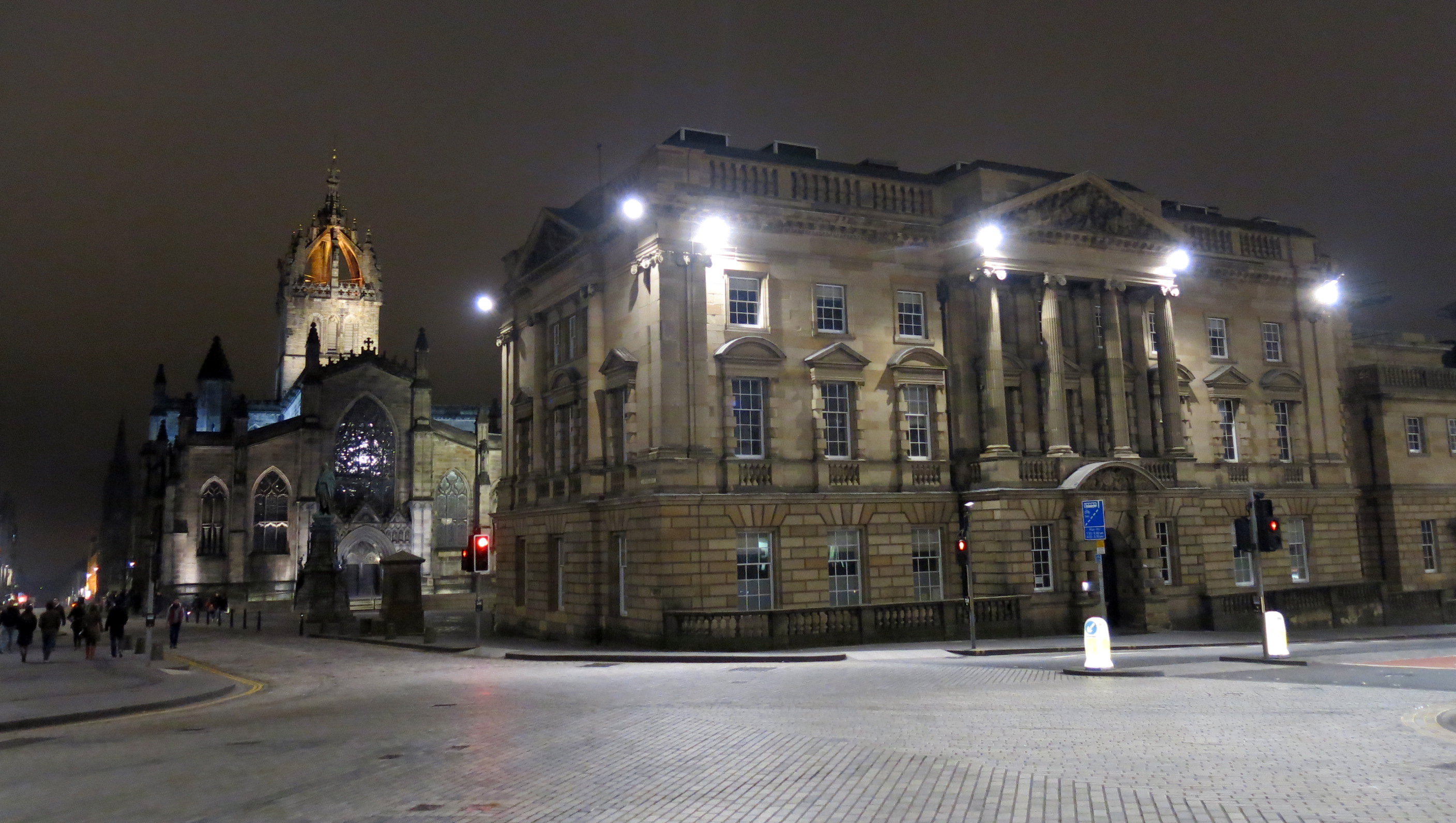
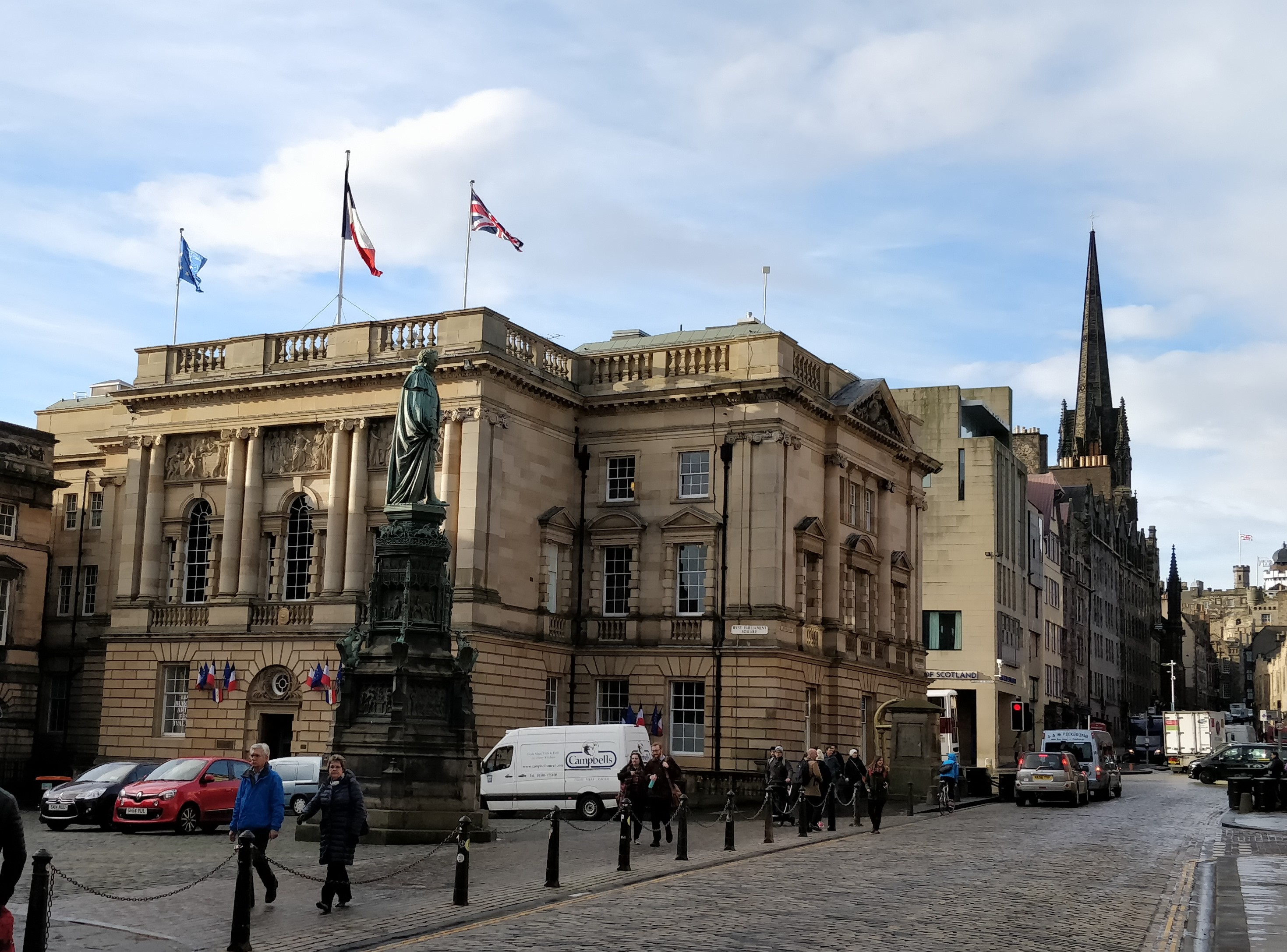